# Afrotyphlops bibronii
Afrotyphlops bibronii – endemiczny gatunek węża z podrodziny Afrotyphlopinae w rodzinie ślepuchowatych (Typhlopidae).
Przeniesiony do rodzaju Afrotyphlops pod nazwą Afrotyphlops bibronii.
Gatunek ten osiąga wielkość 35 cm do 40 cm. Najdłuższa zanotowana samica mierzyła 47,7 centymetra, samiec 29,6 centymetra. Ciało od jasnobrązowego do brązowego, czasami oliwkowobrązowe.
Samica składa późnym latem od 5 do 14 jaj cienkościennych jaj o wymiarach: długość 42–43 mm, szerokość 9,5–10 mm. Embriony w jajach są dobrze rozwinięte i po 5–6 dniach inkubacji wykluwają się młode węże o długości od 10,9 do 12,9 cm.
Występuje na terenie Wysokiego Weldu i trawiastych terenach u wybrzeży Afryki Południowej.